# Matias Strandvall
Matias Strandvall, född 15 mars 1985 i Helsingfors, är en finlandssvensk före detta längdåkare som tävlade på världscupnivå mellan 2004 och 2018. Han har deltagit i tre världsmästerskap och i ett olympiskt spel. Han tävlade för IF Minken.
Han är bror till Sebastian Strandvall som är fotbollsspelare. Han är också kusin med artisten och komikern Kevin Holmström, känd från humorgruppen KAJ.